# Łęsko
Łęsko (niem. Unter Karlsbach, pot. Łęg, Łasko, Lasko) – osada w Polsce położona w województwie zachodniopomorskim, w powiecie goleniowskim, w gminie Goleniów, na terenie sołectwa Bolechowo, na Równinie Goleniowskiej, w Puszczy Goleniowskiej, w dolinie rzeki Iny.
Obecnie nazwą Łęsko określa się osadę stanowiącą dwie zagrody. Pierwszą z nich położoną 1 km na północ od dawnej niemieckiej osady Unter Karlsbach, na terenie dawnej wsi Smolniki (Theerofen bei Stevenhagen). Drugą położoną w dawnym Łęsku. Nazwa Łęsko obecnie obejmuje dwie jednostki osadnicze:
- Smolniki (nieoficjalna część osady)[6] - kwatera myśliwska, leśniczówka (właściwe Łęsko, adres: Łęsko 1 - 2 mieszkańców),
- Wydmy (nieoficjalna część osady)[7] – osada leśna, składająca się z jednej zagrody (adres: Łęsko 2 - 5 mieszkańców).

## Historia
Pierwsza wzmianka o Łęsku pochodzi z połowy XVIII wieku. Do gminy Łęsko należało wtedy kilka osad, wieś, smolarnia oraz dwie leśniczówki, łącznie ok. 230 osób. We wsi znajdował się cmentarz oraz kilkadziesiąt domów mieszkalnych. W 1945 roku wieś została zniszczona, po wojnie nie została odbudowana.
W roku 2000 leśniczówkę zamieszkiwały 4 osoby. Budynek ten postawiono w roku 1934, zaś odbudowano w roku 1981. Znajduje się tutaj hotelik oraz ośrodek myśliwski. Naprzeciw budynku leśniczówki znajduje się pole biwakowe z wiatą i miejscem na ognisko. Leśniczówka leży przy szlaku  Anny Jagiellonki, łączącym Goleniów z ośrodkiem edukacyjnym w Kliniskach. Przy drodze powiatowej Stawno-Kliniska Wielkie (przy skrzyżowaniu z drogą do kwatery myśliwskiej) znajduje się malutki cmentarz dawnych leśników. Nieopodal wsi znajduje się Góra Lotnika, zwana także Górą Dzwonów oraz pozostałości osady Pątlica (cmentarz). Teren doliny Iny i jej starorzecza stanowią ważny korytarz ekologiczny. Zamieszkuje tam wiele gatunków fauny i flory wodno-błotnej. Na terenie miejscowości znajduje się zagroda pokazowa konika polskiego.